# Polens børn
|  | Denne artikel er oprettet af botten PalnaBot ud fra en ekstern database. Den kan derfor have sproglige fejl eller mangler. Denne skabelon kan fjernes efter kontrol af indholdet. |

Polens børn er en dokumentarfilm instrueret af Nicolai Lichtenberg efter manuskript af Nicolai Lichtenberg, Per B. Holst.

## Handling
Filmen, der er optaget i 1946, handler om børnene i det krigshærgede Polen og de uhyggelige forhold, store dele af befolkningen måtte leve under. Den viser tillige det hjælpearbejde, der fra dansk side blev sat ind af Røde Kors, Red Barnet og Fredsvennernes Hjælpearbejde.